# 4-kros
4-kros (okrajšava: 4x; angleško: 4-cross (four-cross)) je ena izmed 4-ih disciplin v gorskem kolesarstvu (ostale so: Downhill, Cross-country, XC marathon), priznanih s strani UCI (mednarodne kolesarske zveze), pod katerimi potekajo dirke Svetovnega pokala in prvenstva.
4-kros je eliminacijska disciplina, kjer 4 tekmovalci istočasno dirkajo en ob drugem na isti umetno narejeni progi. Med dirko je dovoljen nenameren kontakt med tekmovalci, kar naredi samo dirko zelo zanimivo in dinamično. Tekmovalci najprej vozijo kvalifikacije, s katerim se določi štartni položaj na dirki. Prvih 32 (ali 64 ob velikem številu tekmovalcev) se uvrsti na dirko, kjer se tekmovalci razdelijo v skupine po 4. Prva 2 gresta v naslednjo rundo, druga 2 pa izpadesta. To se ponavlja do finala, kjer se srečajo 4 najhitrejši.
Proga, naj bi bila postavljena na zmerni strmini s konstantni spustom. Vključevati mora različne objekte narejene iz zemlje, kot so: skoki, ovinki, grbine, nagnjeni ovinki. Skozi vso dolžino mora biti proga zadosti široka, da lahko 4 tekmovalci vozijo drug ob drugem in postavljena tako da dovoljuje prehitevanje. Predviden čas potreben za prevozit progo naj bi bil od 25 do 45 sekund. Proga je do prvega objekta ločena, tako da ima vsak svojo linijo.

## Zgodovina 4-krosa v Sloveniji
Prva MTB dirka v Sloveniji naj bi bila organizirana že leta 1987. Prva uradna dirka, z vsemi pravili pa je bila 1. aprila 1989. Dirko v spustu so prvič organizirali avgusta 1992 z Ljubljanskega vrha v Mostecu pri Ljubljani, septembra isto leto prvo državno prvenstvo v spustu na Debenjem vrhu nad Zalogom, Ljubljana.
Paralelni slalom se je prvič pojavil kot spremljevalna prireditev dirki v spustu v Idriji leta 1994. Leta 1997 je Ljubljanski Snurfclub priredil prvi paralelni slalom, leto pozneje je nastala serija dirk imenovana Animal dvoboj.
Od 1999 do 2002 je Maribor gostil tudi svetovni pokal v gorskem kolesarstvu, ki je navdušil veliko sedanjih tekmovalcev in pripomogel k razvoju te zvrsti športa v Sloveniji. Žal je svetovni pokal po 4. letih odšel na druga prizorišča, predvsem zaradi finančnih razlogov.
V letu 1999 je paralelni slalom izpodrinila nova disciplina tako imenovani Dual oziroma dvoboj, tudi v Sloveniji in po umiku glavnega sponzorja se je serija preimenovala v Živalski dvoboj. Snufclubova serija kolesarskih spektaklov je bila tisto leto uradni slovenski pokal v dvoboju. Dirke so bile v Stahovici pri Kamniku, Litiji, Idriji, Rožni dolini pri Gorici, na Plešah nad Škofljico in Pohorju, vse do leta 2001, ko je bila zadnjič organizirana serija dvobojev. Za sezono 2002 ni bilo v seriji prijavljenih nobenih dirk v dvoboju, ki je takrat doživel manjši propad. Organizirani sta bili le 2 dirki v Halozah in Žalcu, a nista šteli za noben pokal ali serijo.
Leta 2002 je nastala nova disciplina: urbani dvoboj v središču slovenskih mest z imenom Bike Fight. Prva dirka je bila v Ljubljani 18. septembra na Prešernovem trgu. Po dobrem odzivu tekmovalcev in gledalcev je leta 2003 nastala serija 5-ih dirk po večjih mestih (Lj, Mb, Koper, Celje, Kamnik) in se nadaljevala leta 2004. Lansko leto pa je serija zaradi odpovedi sponzorjev odpadla. Bike Fight se sedaj prirejajo le kot spremljevalni program večjih festivalov (Festival kolesarstva, Koprska Noč, Mesto Mladih v Gorici,…).
Ker je nekdo uvidel, da bi bilo dirkanje štirih tekmovalcev namesto dveh, bolj zanimivo, dinamično in spektakularno, so leta 2002 namesto dvoboja uvedli novo disciplino imenovano 4-kros. V Sloveniji se je poleg svetovnega pokala v Mariboru na nacionalni ravni prvič predstavila leta 2002 v Žalcu. V letu 2004 je potekal nekakšen »neuradni pokal«, za katerega so se štele točke dirk v dvoboju in 4-krosu. Dirke pa so bile v Halozah, Žalcu, Mežici, Brežicah in Plavah. In tako je leta 2005 nastal uradni Pokal Slovenije v 4-krosu, sestavljen iz 4-ih dirk (Žalec, Brežice, Plave, Maribor), ki je bil potrjen s strani Kolesarske zveze Slovenije. Pokalni zmagovalec pa je po tesnih zaključnih bojih postal Jani Podmiljšak (Pintatim).
Letos pokal zopet vsebuje 4 dirke, novost pa je 1. državno prvenstvo v 4-krosu, ki bo seveda potekalo v Plavah. Popularnost tega športa se očitno veča, saj je bilo izgrajenih veliko novih prog (leta 2002 samo 2, leta 2006 pa kar 7 prog), od katerih je Ajdovščina že v letošnjem pokalu, proge v Ljubljani in Kopru pa so pravkar dokončali in bodo del pokala naslednjo sezono.
Na svetovnih prvenstvih je od 2000 do 2001 kot uradna disciplina veljal dvoboj (Dual), od 2002 naprej pa je uradna disciplina 4-kros.